# Magnitud específica
En física, la magnitud específica es una magnitud referida a la unidad de otra magnitud. Aunque esta última podría ser, por ejemplo, el volumen, la norma ISO 80000-1, en línea con otras como el Libro verde de la IUPAC, recomienda reservar este término a la masa. Es, por lo tanto, el valor o intensidad de la magnitud considerada que corresponde a la unidad de masa en el sistema de unidades utilizado.
Son denominaciones correctas:
- Calor específico: Cantidad de calor necesaria para incrementar en 1 K la temperatura de la unidad de masa de un cuerpo. Se expresa en julios por kelvin y por kilogramo (J K-1kg-1)
- Energía específica: Energía por unidad de masa. Se expresa en julios por kilogramo (J kg-1)
- Volumen específico: Volumen ocupado por la unidad de masa de una sustancia. Se expresa en metros cúbicos por kilogramo (m³kg-1). Su valor representa el inverso de la densidad.

Otros usos del término específico no se permiten en el contexto del Sistema Internacional de Magnitudes.
De acuerdo con esta norma, es reprobable el término peso específico, que ha sido el utilizado tradicionalmente y aún recogido en el diccionario de la RAE, ya que su significado sería peso por unidad de masa, esto es, newtons por kilogramo (N kg-1), en tanto que se le asigna es el de peso por unidad de volumen, o sea, newtons por metro cúbico (N m-3) (densidad de peso sería su denominación correcta actual).